# Winchester M1897
A Winchester M1897 egy  amerikai gyártmányú sörétes puska. A Fülöp-szigeteki hadjárat dzsungelbéli ismeretei alapján az amerikai hadsereg felismerte, hogy a sörétes puska a lövészárkokban igen hasznos fegyver. A hadseregnél rendszeresített fegyveren apró módosításokat hajtottak végre: a csőre egy perforált hűtőköpenyt raktak, aminek az elejére lehetett felerősíteni az M1917-es szuronyt. Az aránylag rövid cső miatt a fegyver hatótávolsága kicsi lett, viszont a lövészárkok szűk és keskeny járataiban félelmetes hatékonysággal működött. A németek egyenesen gyűlölték a „trench gun”-t, sőt még hivatalos panaszt is tettek miatta Genfben. A fegyver gyenge pontja a töltény volt, ami egészen a háború végéig kartonborítású volt. Ezek nem viselték jól az időjárás viszontagságait és lövészárkok mostoha körülményeit. Az átnedvesedett töltények gyakran használhatatlanná tették a fegyvert. A második világháborúban a japánok elleni dzsungelharcban vetették be.

## Fordítás
- Ez a szócikk részben vagy egészben az Winchester Model 1897 című angol Wikipédia-szócikk ezen változatának fordításán alapul.  Az eredeti cikk szerkesztőit annak laptörténete sorolja fel. Ez a jelzés csupán a megfogalmazás eredetét és a szerzői jogokat jelzi, nem szolgál a cikkben szereplő információk forrásmegjelöléseként.